# Sidney Hall

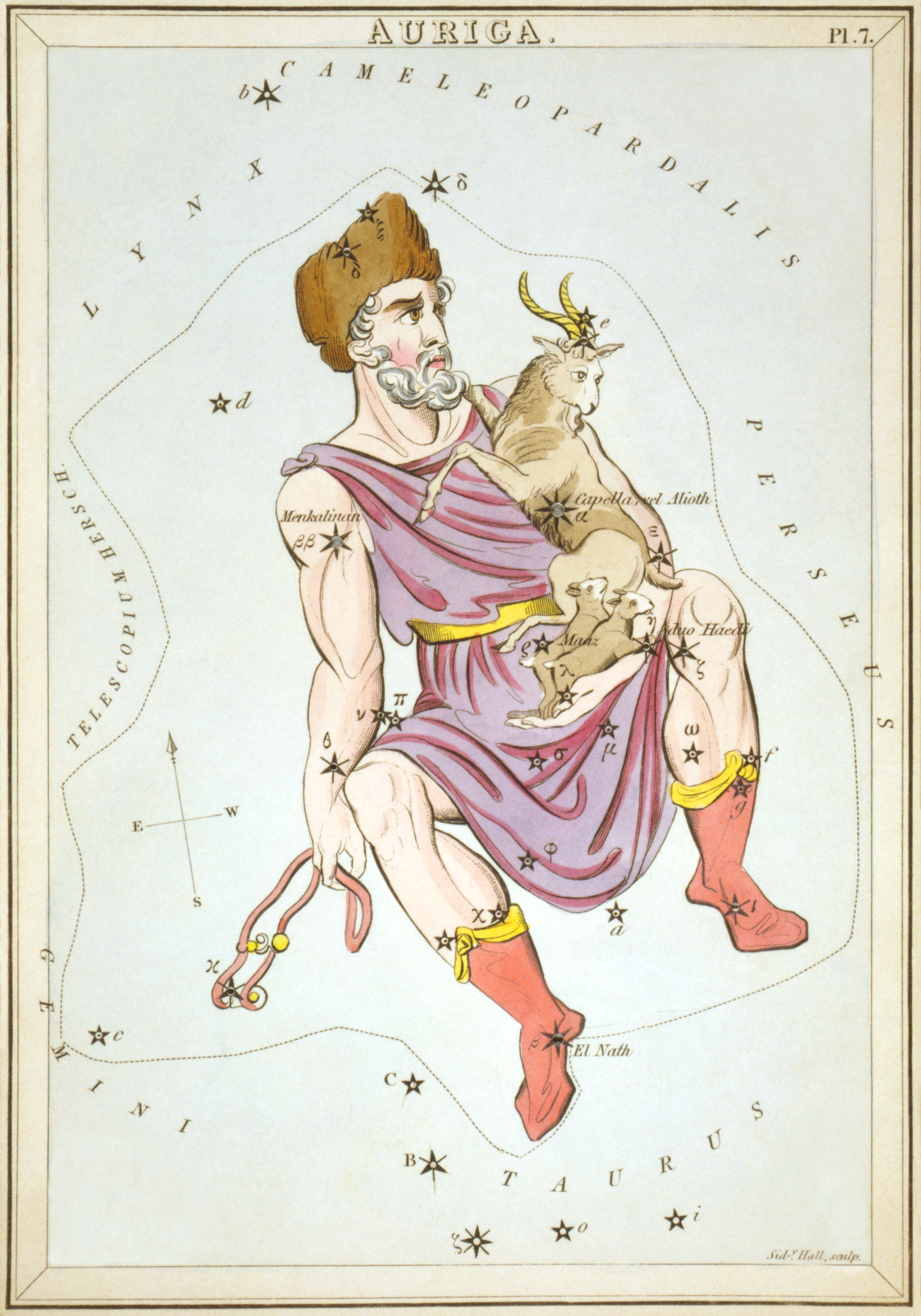
Mapa nieba Sidneya Halla, na której widnieje Gwiazdozbiór Woźnicy

Sidney Hall (ur. 1788?, zm. 1831) – brytyjski rytownik i kartograf, znany ze swoich XIX-wiecznych atlasów, zawierających mapy Wielkiej Brytanii i świata starożytnego, reprodukowanych z rycin. Hall stworzył ryciny dla wielu międzynarodowych atlasów w czasach, gdy kartografia i atlasy były bardzo popularne. Wygrawerował również serię kart różnych konstelacji, wydanych w 1824 w zestawie pudełkowym Urania’s Mirror.
Hall wygrawerował mapy m.in. dla Williama Fadena, Aarona Arrowsmitha i dla marki Chapman & Hall.
W 1809 pracował na 5 Vine Street, Picadilly w Londynie. W 1814 współpracował z Michaelem Thomsonem pracując na 14 Bury Street w dzielnicy Bloomsbury a później pod adresem 18 Bury Street. Hall jest uznawany za „prawdopodobnie” pierwszego rytownika, który używał stalowych płyt przy grawerunku map.
Hall zmarł w 1831 w wieku 42 lat. Biznes został przejęty przez jego żonę, rytowniczkę map Selinę Hall. 